# Movimento da Formiga Branca
A Formiga-Branca foi uma organização semi-clandestina que existiu na órbita do Partido Republicano Português, e depois do Partido Democrático, e das organizações radicais da esquerda republicana a que deu origem durante a Primeira República Portuguesa e nos anos iniciais da Ditadura Nacional.
A organização foi criada pelos democráticos em 1913, após a revolta radical de 27 de Abril daquele ano, durante o governo de Afonso Costa. Tinha como objectivo constituir uma guarda pretoriana do partido, garantindo a segurança dos seus líderes. A estrutura, informal e semi-clandestina, foi criada com recurso aos elementos mais radicais, muitos dos quais ligados à Carbonária, que tinham integrado os extintos batalhões de voluntários da República e teve como organizador Daniel José Rodrigues, governador civil de Lisboa e irmão do então Ministro do Interior, Rodrigo José Rodrigues.
Apesar de inicialmente se destinar apenas a garantir a segurança dos principais líderes democráticos, foi rapidamente transformada num verdadeiro serviço de polícia política, com uma rede própria de informadores e de denunciantes e com numerosos operativos capazes de realizar acções violentas contra organizações adversárias, organizar barragens nas estradas (os comités de vigilância) e promover a intimidação dos adversário políticos. A criação da organização foi logo criticado por Machado Santos nas páginas de O Intransigente, periódico que depois foi alvo de um ataque da organização, sendo defendido pela Formiga Preta, um movimento similar, embora muito mais fraco, organizado pelos mais radicais.
A acção da Formiga Branca manteve-se até ser desmantelada após o Golpe de 28 de Maio de 1926, com períodos de maior e menor actividade, seguindo a sorte dos democráticos. Um dos períodos de maior actividade ocorreu  após a revolta monárquica 1913, quando os formigas brancas calaram pela força os jornais monárquicos de Lisboa (O Dia e A Nação) e raptaram o empresário Monteiro dos Milhões. Outro foi o derrube da ditadura de Pimenta de Castro (1915).
Ao longo de toda a Primeira República Portuguesa, a Formiga Branca esteve sempre pronta para o trabalho sujo que permitisse um reforço das posições de Afonso Costa e do seu partido. Reconhecendo implicitamente a ligação, ele afirmaria: A verdade é que a Formiga Branca, como associação ou instituição revolucionária, não existe. A chamada Formiga Branca é apenas o povo que ama a republica, hoje como em 5 de Outubro de 1910, e que, por muito a amar, zelosamente a vigia e a defende. O Partido Republicano Português não tem que enjeitar essa formiga branca, porque o Partido Republicano Português tem de ser, e é, um partido popular, no exacto sentido do termo.